# .ro
.ro este domeniul național de nivel superior (în engleză country code top-level domain) al României în Internet.
Este administrat de Institutul Național de Cercetare-Dezvoltare în Informatică. Conform statisticilor din decembrie 2007, în .ro erau înregistrate aproximativ 250 000 de domenii. În februarie 2005, numărul domeniilor .ro înregistrate era de 85 000. Numărul de site-uri web românești era de 28 000 la sfârșitul lui 2004.
În iunie 2008, o căutare pe Google dădea 6,9 milioane de rezultate pentru domeniul .ro. În iunie 2012, erau 732 867 nume de site-uri .ro, pe când în aprilie 2016, erau doar 596 000. La finalul anului 2024, s-a înregistrat un număr total de 674 677 de site-uri cu domeniul .ro.

## Domenii de nivel doi
- .arts.ro
- .com.ro
- .firm.ro
- .info.ro
- .nom.ro
- .nt.ro
- .org.ro
- .rec.ro
- .store.ro
- .tm.ro
- .www.ro
- .uv.ro